# Хивеабад
Хивеабад (Хива-Абад) — село в Туркмении, в предгорьях Восточного Копетдага, в 20 километрах к югу от города Кака (Каахка), у границы с Ираном. Относится к Какинскому этрапу Ахалского велаята.
Село находится в долине реки Лаинсу (Лаин-Су, Лаен-Сув), которая берёт начало на северных склонах хребта Копетдага, части Туркмено-Хорасанских гор на территории Ирана.
У села находятся развалины средневековой хорошо организованной крепости XVIII века. Руины Хивеабада ещё в XIX веке обратили на себя внимание А. В. Комарова. В советское время специальное изучение Хивеабада проводилось в 1927 году членами Хаверанской экспедиции. Городище Хивеабад было исследовано в 1948 году 13-м отрядом Южно-Туркменской археологической комплексной экспедиции (ЮТАКЭ) по изучению туркменских поселений и жилищ XVIII—XIX вв. в составе археолога археолога Веры Булатовой (Левиной) и архитектора Б. В. Дмитровского. Город Хивеабад, разрушенный к концу XIX века, процветал в конце XVIII и начале XIX века. Крепость была построена по распоряжению Надир-шаха. Надир-шах переселил сюда 16 тысяч человек из Хорезма, преимущественно из Хивы, откуда и произошло название Хивеабад. Хивеабад прикрывал с севера Келат — главную резиденцию Надир-шаха.
Крепость прямоугольна, размеры её 1000×800 метров. Окружена высокой пахсовой стеной с многочисленными круглыми башнями. Посередине северо-западной и северо-восточной  стен помещаются ворота. В центре находится «кала» (туркм. gala, гала — крепость, цитадель от араб. قلعة‎) — внутренняя цитадель. По периметру стен расположены многочисленные сводчатые помещения (по мнению Веры Булатовой-Левиной, казармы). Жилая застройка имеет регулярный вид и подчинена системе взаимно-перпендикулярных магистралей. В северной части сохранились руины двух сырцовых ледохранилищ. В юго-восточной части внутренней крепости находилось громадное здание из жжёного кирпича. Остались следы кирпичных строений с южной стороны, сразу за малой крепостью. Кирпич строений из крепости вывозился жителями посёлка для своих строений.
В Хивеабаде в Российской империи находились пограничный пост, казарма и офицерский дом, а также Хивеабадская таможня. В Каахкинском районе русские жили в селениях Арчиньян и Хивеабад. Посёлки Арчиньян и Хивеабад были довольно бедными, имели неполивные земли, пытались захватить воду, что вызывало конфликты с туркменскими аулами — собственниками воды. В годы гражданской войны (1917—1920) русские поселенцы и туркменские дайхане аула Хивеабад тайком пришли в штаб красных под Каахка и предложили провести части Красной Армии в обход укрепленных позиций противника по горным тропам. Группой бойцов Красной армии была взята в плен застава белых из тридцати человек. Таможня была упразднена Приказом НКТорга СССР от 8 апреля 1926 г. № 263/т «Об упразднении Хивеабадской таможни 3-го разряда, Туркменского Район. Таможен. Инспекторского Управления». В советский период был организован колхоз «Инклаб» («Революция»), при этом решили выселить из поселка членов семьи двух хозяйств за религиозные убеждения. Председателем колхоза в 1941 году был Айдогды Тахиров, которому посмертно было присвоено звание Героя Советского Союза. Здесь находилась 12-я пограничная застава «Хивеабад» 46-го Каахкинского пограничного отряда (в/ч 2088) Среднеазиатского пограничного округа.
В окрестностях Хивеабада проживает хорасанский стеллион (Paralaudakia erythrogaster Nikolsky, 1896). В апреле 1990 года в ходе копетдагской экспедиции Зоологического института АН Туркменской ССР было отловлено 8 экземпляров, которые были выделены в подвид Stellio erythrogaster nurgeldievii ssp. nov. Название таксона дано в честь известного зоолога Ораза Нургельдыевича Нургельдыева (1913—1985). В окрестностях Хивеабада хорасанский стеллион населяет лёссовые обрывы овражной сети, широко развитой среди лёссово-глинистого холмогорья. Это самые северные передовые цепи предгорий Восточного Копетдага. Высота отдельных холмов достигает 700 м над уровнем моря, а вся местность весьма напоминает внутреннюю часть Бадхыза. Растительность также близка к таковой Бадхыза и представляет осочково-мятликовую эфемеровую глинистую полупустыню с такими видами, как осока толстостолбиковая, мятлик луковичный, иксиолирион татарский (Ixiolirion tataricum) и другие.